# Kurt Björkegren
Kurt Björkegren, född 26 augusti 1929 i Stockholm, död 2015, var en svensk konstnär.
Han var tvillingbror till Arne Björkegren. Han arbetade först som sjöman innan han studerade konst för Jörgen Fogelquist. Hans konst består av imaginära landskap, rymd- och havsbottenscenerier i olja eller gouache. Björkegren är representerad i Gustav VI Adolfs konstsamling, furst Rainer III:s konstsamling och vid Sweden House i San Francisco. 

### Fotnoter
1. ↑  Kurt Björkegren Dagens Nyheter 9 mars 2015